# Jakab Irma
Jakab Irma (asszonyneve: Turós Lászlóné; East Chicago, USA 1930. szeptember 4.) erdélyi magyar közgazdász, újságíró, szerkesztő.

## Iskolája, munkássága
A székelyudvarhelyi tanítóképző elvégzése után (1949) a Bolyai Tudományegyetem közgazdasági karán szerzett diplomát (1954); előbb az Előre szerkesztőségében dolgozott, majd 1955 óta a Dolgozó Nő szerkesztője, 1963-ig főtitkára, 1973-tól főszerkesztője.